# Raimondas Kurlianskis
Raimondas Kurlianskis (* 10. September 1965) ist ein litauischer Unternehmer und Manager. Er ist CEO von Investmentgesellschaft MG Baltic Investment und zugleich Vizepräsident von „MG Baltic“.

## Leben
Nach dem Abitur an der Mittelschule absolvierte Raimondas Kurlianskis das Diplomstudium mit dem Kommilitonen Darius Juozas Mockus an der  Wirtschaftswissenschaftlichen Fakultät der Universität Vilnius und wurde Arbeitsökomist. Später absolvierte er das Aufbaustudium an der International Business School, Administration of International Business in Vilnius. 1990 bis 1991 arbeitete Kurlianskis als Assistent und lehrte an der Universität Vilnius. 1992 war Kurlianskis Ökonomist-Éxpert von „Lietuvos investicija“. 1992 bis 1996 war er Investment Manager von „Investicijos fondas“, 1997 bis 1998 Assistant Director von JSC „Ifanta“ und von 1998 General Direktor von „MG Baltic Investment“ (früher „Ifanta“). Daneben war er 2004 bis 2005 General Direktor der litauischen  Nachrichtenagentur ELTA. Im Mai 2016 wurde Kurlianskis nach dem politischen Skandal wegen der Verbindungen mit dem liberalen Politiker Eligijus Masiulis für 20 Tage festgenommen.

## Familie
Kurlianskis ist verheiratet und hat mit seiner Frau Rima zwei Töchter.